# Протесты в Северной Македонии (2022)
Протесты в Северной Македонии — инциденты в Северной Македонии, произошедшие в 2022 году, начавшиеся как митинг протеста и переросшие в массовые беспорядки.
Протесты начались в июле 2022 года в Скопье, столице республики, после переговоров правительства страны с Болгарией по историко-культурным вопросам ради вступления в Европейский союз. По мнению протестующих, принятие плана предполагает отказ от македонской идентичности, признание македонского языка диалектом болгарского, переписывание учебников истории в соответствии с пожеланиями Болгарии, а также наделение болгарского меньшинства конституционными гарантиями.

## Предыстория
Северная Македония имеет статус кандидата на вступление в Европейский союз с 2004 года. В ноябре 2020 года Болгария выдвинула ряд требований, тем самым заблокировав начало переговоров Северной Македонии с ЕС. Страна отказалась признавать наличие македонского языка, поскольку считает его одним из диалектов болгарского, а также настояла на своём толковании событий совместной истории и конституционных гарантий для болгарского меньшинства, проживающего в Северной Македонии.
В июне 2022 года Франция в конце своего ротационного председательства в ЕС направила пересмотренную версию своего плана по снятию «болгарской блокады» Северной Македонии, чтобы возобновить переговоры страны о вступлении в ЕС. Предложение Франции подразумевает, что Северная Македония признает существование этнического болгарского меньшинства и должна будет включить его в конституцию страны. Оно также предусматривает уступки со стороны Болгарии. Первоначально Болгария выдвигала гораздо более высокие требования, касающиеся языковых вопросов и того, как Северная Македония пишет историю своей страны. Фактически, 24 июня после жарких дискуссий болгарский парламент уже одобрил это предложение. Президент Северной Македонии Стево Пендаровский и возглавляемое социал-демократами правительство также поддержали предложение Франции. В свою очередь, часть населения Северной Македонии встретило предложение с резкой критикой. Критики настаивают на том, что по указанию правительства Болгарии правительство Северной Македонии также официально признает, что македонская нация и её язык имеют болгарские корни, что может подорвать македонскую национальную идентичность.

## Протесты
Протесты начались в июле 2022 года в Скопье, в ответ на уступки Северной Македонии в переговорах с Болгарией о вступлении страны в Европейский союз. Протесты были организованы националистическими и примкнувшими к ним некоторыми левыми партиями, такими как ВМРО-ДПМНЕ, «Левица» и Демократическая партия сербов в Македонии. Со 2 июля ВМРО-ДПМНЕ проводит ежедневные акции протеста у здания правительства Северной Македонии. Во время протестов раздавались лозунги о том, что Болгария — «фашистское государство», а ЕС — «фашистский союз».
4 июля протестующие в Скопье символически сожгли Договор о добрососедстве с Болгарией, а также Преспанское соглашение с Грецией и предложение Франции о начале переговорного процесса Северной Македонии и ЕС, поскольку эти документы были «фашистскими».
Сообщается, что в ходе протестов 5 июля у здания Собрания Северной Македонии пострадали 47 полицейских. В результате столкновения с протестующими в этот день были повреждены автомобиль и малый опорный пункт полиции. Протестующие бросали в полицейских яйца, камни, металлические предметы, коктейли Молотова, а также пиротехнические средства.
В следующих акциях протеста, их участники регулярно использовали бывший национальный флаг Македонии, переставший использоваться македонскими властями под давлением Греции из-за его отношения к противоречивой политике антиквизационного построения нации, а также красные флаги с коммунистическими символами. Протестующие требовали отставки правительства, а также выкрикивали призывы к восстановлению прежнего названия страны, оспариваемого Грецией из-за его происхождения. Насилие ещё больше обострилось, когда группы македонцев и албанцев столкнулись в центре Скопье, на площади Скандербега. В ходе столкновения демонстранты забросали камнями группу людей. При этом  в столкновении присутствовало трое вооруженных лиц, стрелявших в воздух. Позже вооруженные люди были задержаны полицией.
14 июля тысячи протестующих участвовали в акции перед парламентом, в котором обсуждалось предложение Франции. Председатель Европейской комиссии Урсула фон дер Ляйен пришла выступить в парламенте, где её встретили свистом и насмешками со стороны депутатов от оппозиции. Депутаты от оппозиции были одеты в футболки с надписью «нет», написанной красным цветом, а также держа плакаты с агитацией против французского предложения. В какой-то момент депутат Апасиев вручил фон дер Ляйен брошюру с большой надписью «НЕТ». Премьер-министр Димитар Ковачевский также обратился к парламенту и попросил депутатов принять сделку, в то время как депутаты от оппозиции выразили протест. В тот же день протестный марш в Куманово возглавил мэр муниципалитета Максим Димитриевский. На следующий день депутат от оппозиции сравнил визит фон дер Ляйен с деятельностью нацистов, связанной с Законом о предотвращении рождения потомства с наследственными заболеваниями. ВМРО-ДПМНЕ также пригрозила, что премьер-министр Ковачевский окажется в тюрьме за то, что «он делает с Северной Македонией и её народом». 16 июля бывший министр иностранных дел от ВМРО-ДПМНЕ Антонио Милошоский обвинил правящих социал-демократов в государственной измене. Депутат СДСМ спросил его, «кто ты такой, чтобы называть нас предателями, ты, у которого в кармане несколько паспортов», намекая на утверждения, что он имеет болгарское гражданство, как и многие другие македонцы. По итогам того же заседания парламент 68 голосами «за» одобрил проект, предоставив правительству мандат на проведение переговоров в рамках так называемого «французского предложения».

## Пострадавшие
Согласно данным МВД Северной Македонии, в столкновениях 5 июля пострадали 47 полицейских, из которых 11 получили более серьёзные, а 2 — тяжёлые травмы. В результате протестов были задержаны 11 человек. Информация о пострадавших демонстрантах, а также точном количестве участников протеста на 8 июля отсутствует.

## Реакция
Премьер-министр Северной Македонии Димитар Ковачевский осудил насилие со стороны протестующих. Правительство Северной Македонии настаивает на том, что организаторами протестов являются «антиевропейские и пророссийские элементы». По словам министра иностранных дел Северной Македонии Буяра Османи, если предложение Франции будет отклонено, в стране начнётся межэтническая напряженность.
Министр иностранных дел Болгарии охарактеризовал общественную реакцию в Северной Македонии на предложение Франции урегулировать отношения между Софией и Скопье как «весьма тревожную». Наблюдатели в Софии утверждают, что участники протестов — это сочувствующие антиевропейским оппозиционным партиям пророссийской и просербской ориентации. По мнению болгарских аналитиков, причиной протестов в Скопье является «болгарофобия, поощряемая Москвой и Белградом, от которых македонцы не хотят отказываться». По мнению аналитиков, это основа македонской этнической идентичности, они боятся, что без неё македонцы перестанут существовать. В связи с этим, болгарские аналитики сделали вывод, что македонцам «не нужен ЕС».
В результате протестов «Альянс за албанцев» прекратил партнёрство с македонской оппозицией, что практически оставило её в изоляции, потому что другие албанские формирования поддерживают правительство Северной Македонии.
Лидер оппозиции Христиан Мицкоски и правящие социал-демократы обвинили друг друга в создании на протестах инцидентов с целью политической выгоды. Мицкоски, участвовавший в марше, разместил в своём аккаунте в Facebook фотографию, на которой изображён мужчина с направленным в сторону фото пистолетом, и заявил, что стрелок намеревался убить его.
9 июля в совместном заявлении Верховный представитель Союза по иностранным делам и политике безопасности Жозеп Боррель и госсекретарь США Энтони Блинкен приветствовали предложение Франции как основанное на взаимном уважении, доверии и понимании, призвав к его принятию, чтобы страна продолжила свой европейский путь. В тот же день лидер оппозиции Христиан Мицкоский дал интервью сербскому изданию, в котором заявил на сербском языке, что он не поддержит предложение Франции. В то же время лидер партии «Левица» Димитар Апасиев заявил, что есть альтернативы ЕС, одна из которых – «сербский пример».
12 июля ассоциация потомков беженцев начала XX века в Болгарии, с территории современной Северной Македонии, направила обращение в европейские институты с просьбой оказать давление на Скопье, чтобы начать переговоры о вступлении в ЕС. Согласно обращению, причиной отказа принять предложение Франции стало отсутствие реальной декоммунизации в Северной Македонии более чем через 30 лет после падения коммунизма в Европе, следствием чего сегодня является отрицание их общего культурного и исторического наследия до 1945 года. В тот же день София направила официальную ноту протеста против многочисленных проявлений ненависти, направленных против Болгарии. Буяр Османи, македонский албанец, также призвал положить конец ненависти к Болгарии. Из-за его попыток найти компромиссное решение оппозиция на своих митингах протеста насмешливо называла его «Булгаром Османи».
На этом фоне 800 педагогов из Северной Македонии заявили, что, приняв предложение Франции, македонский народ и язык будут болгаризированы и станут «бескорневым деревом», сведённым к искусственной конструкции конца Второй мировой войны. «Если это условие вступления в ЕС, то мы говорим „нет“», — говорится в обращении.
«Будущее вашей страны — в Европейском союзе» — написала председатель Европейской комиссии Урсула фон дер Ляйен в Твиттере на македонском языке после посещения Скопье 14 июля, в котором она обратилась к парламенту. Сообщение фон дер Ляйен было встречено негативной реакцией македонских пользователей Твиттера. По её словам, принятие предложения Франции позволит разблокировать европейскую интеграцию и начать первую фазу переговоров о присоединении, что станет положительным импульсом для процесса реформ и прогресса Северной Македонии. В тот же день премьер-министр Албании Эди Рама объявил, что потребует отделения Албании на её европейском пути от македонско-болгарского спора, если предложение Франции не получит «положительного ответа» в Скопье.
16 июля, после того как парламент одобрил так называемое «французское предложение», Мицкоский заявил, что оппозиция ещё не блокировала переговорный процесс. Он объявляет, что не допустит включения болгар в конституцию, для чего потребуется квалифицированное большинство. Это условие, без которого переговорный процесс нельзя остановить.